# Lorenzo Bernucci
Lorenzo Bernucci (Sarzana, 15 settembre 1979) è un ex ciclista su strada italiano, professionista dal 2002 al 2010 e poi sospeso per doping dal 2011 al 2016.

## Carriera
Tra i Dilettanti si aggiudica, nella stagione 2000, le vittorie al Gran Premio della Liberazione e al Triptyque Ardennais in Belgio e la medaglia di bronzo in linea Under-23 ai campionati del mondo di Plouay, mettendo in evidenza doti di finisseur combinate con un discreto spunto veloce. Passa professionista all'inizio del 2002 con la Landbouwkrediet-Colnago, squadra belga diretta da Marco Saligari.
Tra i pro ha colto una sola vittoria, ma prestigiosa: la tappa, corsa in condizioni atmosferiche proibitive a causa della forte pioggia, di Nancy al Tour de France 2005. In carriera è stato spesso fermato da vari infortuni, il più grave dei quali è senza dubbio la frattura del malleolo durante un allenamento nel dicembre 2004. Ha partecipato all'edizione 2005 del campionato del mondo su strada, chiudendo la prova in linea Elite al centonovesimo posto.
Dopo la terza tappa della Vuelta a España 2007, la sua squadra, la T-Mobile, decide di licenziarlo in tronco ed estrometterlo dalla corsa: aveva infatti assunto un integratore non dichiarato durante il Giro di Germania 2007 ed era di conseguenza risultato positivo alla sibutramina ai controlli antidoping dell'UCI. Dopo il licenziamento milita per alcuni mesi nella Cinelli-OPD. Nella stagione 2009 corre per la LPR Brakes-Ballan, mentre nel 2010 è alla Lampre-Farnese Vini.
Nell'aprile del 2010 i carabinieri del NAS, nell'ambito di un'inchiesta della Procura della Repubblica di Padova inerente all'utilizzo di sostanze e pratiche vietate, sequestrano nella sua casa albumina umana, sostanza anoressizzante e stimolante. Successivamente viene fermata la moglie e trovata in possesso della stessa albumina e di alcune fiale di Pfc (perfluorocarburo), un prodotto chimico sintetico che aumenta il trasporto di ossigeno nel sangue. A seguito di queste indagini la procura del Coni chiede, nel dicembre 2010, sei anni di squalifica per il ciclista,, poi ridotti a cinque nel febbraio del 2011.
Bernucci, già trovato positivo in passato alla sibutramina, era stato per questo già sospeso dall'attività sportiva.

## Palmarès
- 1999 (Casini-Vellutex, Dilettanti Elite/Under-23)

Gran Premio Sportivi di Poggio alla Cavalla
- 2000 (Zoccorinese-Vellutex, Dilettanti Elite/Under-23)

Gran Premio Città di Empoli
Gran Premio della Liberazione
2ª tappa Triptyque Ardennais
Classifica generale Triptyque Ardennais
Coppa Lanciotto Ballerini
Trofeo Pietra d'Oro
- 2001 (Zoccorinese-Vellutex, Dilettanti Elite/Under-23)

Gran Premio Open di Campania
Giro del Valdarno
Giro del Casentino
- 2005 (Fassa Bortolo, una vittoria)

6ª tappa Tour de France (Troyes > Nancy)

### Altre vittorie
- 2009

1ª tappa Settimana Ciclistica Lombarda (Brignano Gera d'Adda, cronosquadre)

## Piazzamenti

### Grandi Giri
- Giro d'Italia

2002: 76º
2003: 72º
2007: 64º
- Tour de France

2005: 62º
- Vuelta a España

2005: 85º
2006: ritirato (13ª tappa)
2007: escluso (4ª tappa)

### Classiche
- Milano-Sanremo

2003: 84º
2004: 51º
2007: 46º
2009: 42º
2010: 33º
- Giro delle Fiandre

2003: ritirato
2004: 82º
2006: ritirato
2007: ritirato
- Parigi-Roubaix

2003: 48º
2004: 29º
2007: 59º
- Giro di Lombardia

2002: ritirato
2003: ritirato
2004: ritirato
2005: ritirato
2006: 83º

### Competizioni mondiali
- Campionati del mondo

Plouay 2000 - In linea Under-23: 3º
Lisbona 2001 - In linea Under-23: 18º
Madrid 2005 - In linea: 109º